# Susan Duerden
Susan Duerden (Kensington (Londra), 20 settembre 1973) è un'attrice britannica.
È nota per il ruolo di Carole Littleton nella serie televisiva Lost.

## Filmografia

### Film
- Romance and Rejection (1997)
- The First Vampire: Don't Fall for the Devil's Illusions (2004)
- Supervolcano (2005)
- Wannabe (2005)
- Summertime - Sole, cuore... amore (Love Wrecked), regia di Randal Kleiser  (2005)
- A Midsummer Night's Rewrite (2006)
- Unrest (2006)
- Luck of the Draw (2007)
- Like Magic (2007)
- My Insignificant Other (2007)
- Double Duty (2009)
- Le cose impossibili di Ava (Ava's Impossible Things), regia di Marina Rice Bader (2016)

### Televisione
- Verdict (1998)
- Holby City (2000)
- Valle di luna (Emmerdale) (1999–2001)
- The Vice (2001)
- Metropolitan Police (The Bill) (1997-2001)
- Attachments (2001)
- Doctors (2002)
- Night and Day (2003)
- Clubhouse Detectives - L'amica reale (Clubhouse Detectives in Search of a Lost Princess), regia di Eric Hendershot (2002) - Film TV
- The Unit (2008)
- Lost (2008-2009)
- Le inchieste dell'ispettore Zen (Zen) (2011)
- Waterloo Road (2011)
- NCIS (2015)
- Il tempo della nostra vita (Days Of Our Lives) (2016)
- Berlin Station (2019)

### Doppiaggio
- Postino Pat - Il film, regia di Mike Disa (2014)

## Doppiatrici italiane
Nelle versioni in italiano dei suoi lavori, Susan Duerden è stata doppiata da:
- Emanuela Baroni in Summertime - Sole, cuore... amore[1]
- Cristina Boraschi in Lost[2]

Da doppiatrice è sostituita da:
- Cristina Giachero in Postino Pat - Il film